# MAB2650
El 2650 es un microprocesador de 8 bits, fabricado por Signetics en tecnología nmos. Es completamente estático y necesita un reloj de una fase, compatible TTL. Se alimenta a 5 V.

## Arquitectura

### Memoria
Posee un bus de direcciones de 15 bits, proporcionando un espacio de direcciones de 32K bytes. Los periféricos tienen su propio espacio extendido de 256 direcciones más dos directas, llamadas control y dato.

### Registros
Consta de siete registros de propósito general, divididos en dos bancos de tres: R0, R1, R2, R3, R1', R2' y R3'.
Tiene un registro de estado (PSW Program Status Word) de 16 bits, dividida en PSU (Parte alta) y PSL (Parte baja). La PSU contiene S y F que son dos bits conectados directamante a dos patillas, el control de interrupción (II, Iterrupt inhibit) y el puntero de la pila, de tres bits. La PSL conriene los códigos de condición e indicadores de acarreo, desbordamiento, acarreo interdígito y el RS (Register Select) para seleccionar el banco de registros.
Por último tiene una LIFO de 8x15 bits, que constituye la pila, permitiendo realizar sistemas solamente con la CPU y ROM.

## Instrucciones
La longitud de las instrucciones es variable, de 1 a 3 bytes.
Realiza operaciones tanto en binario como en BCD

### Direccionamientos
Tiene 8 modos de direccionamiento:
- Registro
- Inmediato
- Relativo
- Relativo Indirecto
- Absoluto
- Absoluto Indirecto
- Absoluto Indexado
- Absoluto Indirecto Indexado

- Datos: Q5988175